# Tartarus thampannensis
Tartarus thampannensis là một loài nhện trong họ Stiphidiidae.
Loài này thuộc chi Tartarus. Tartarus thampannensis được M.R. Gray miêu tả năm 1992.